# Millettia nathaliae
Millettia nathaliae é uma espécie vegetal da família Fabaceae.
Apenas pode ser encontrada no Madagáscar.